# Mas Sovelles
El mas Sovelles (pronunciat [suˈβɛ.jəs], sovint escrit erròniament Sobeies) és una obra de la Vall de Bianya (Garrotxa) inclosa a l'Inventari del Patrimoni Arquitectònic de Catalunya. També es coneix amb el nom de Casal de Socarrats.

## Descripció
Sovelles és un gran casal de planta quadrada amb ampli teulat a quatre vessants sostingut per bigues de fusta i llates i amb les teules col·locades a salt de garsa. Disposa de baixos, planta noble amb una àmplia sala de convits d'on parteixen nombroses portes que donen a les cambres i altres estances i golfes. A la llinda s'hi pot llegir "17 IHS 69 - 1782 - 1821".

## Història
Les referències documentals comencen al segle XII- XII. L'actual edifici és dels segles XVIII-XIX, com ho demostren les dades esculpides en les llindes de diferents obertures. Apareix escrit amb les formes "Socarrads" (segle xi), "Socarratis" (segle XIV) i "Socarrats" (del segle xvi endavant). En diverses escriptures se l'anomena "stadium" i en altres "hospicium". Tributà al priorat de Santa Maria de Besalú, a l'abadia de Sant Pere de Camprodon i al priorat de Sant Joan les Fonts. Els senyors útils de Socarrats varen posseir diverses propietats en lliure i franc alou; així mateix tingueren la "Batllia de sac" de la parròquia de Socarrats i la de Santa Margarida. El primer hereu d'aquest mas que s'esmenta als documents és Ramon de Socarrats (abans del 1217).
A finals del segle xv, Francisca de Socarrats es va casar amb Narcís Sobeyes. A partir d'aleshores aquest mas també rebrà el nom de Mas Soveyes. El darrer descendent del mas que s'esmenta als documents és Simón de Socarrats i Sobeyes (1790).
A finals del 2018 l'ajuntament de la Vall de Bianya va rebre gratuïtament el mas Sovelles, al qual s'han proposat diferents usos entre els quals el d'esdevenir la nova seu de l'ajuntament. Des de la seva adquisició, l'ajuntament ha potenciat aquest mas com a seu d'organització d'esdeveniments culturals com la Bianyal.